# Самарская областная универсальная научная библиотека
Сама́рская областна́я универса́льная нау́чная библиоте́ка (СОУНБ) — библиотека универсального профиля, расположенная в городе Самара и основанная в 1860 году. Располагает 4,5 млн единиц хранения в своём фонде и входит в десятку крупнейших библиотек Российской Федерации. Ведёт издательскую, научную и выставочную деятельность.
Является получателем обязательного экземпляра всей печатной продукции Самарской области и имеет статус подведомственного учреждения министерства культуры Самарской области. Полное название — государственное бюджетное учреждение культуры «Самарская областная универсальная научная библиотека»; ранее на протяжении истории именование библиотеки многократно менялось.

## История

### Подготовка к основанию
В декабре 1850 года Самара стала центром новой губернии, что потребовало создания новых общественных учреждений, в том числе в сферах культуры и образования. Подготовка к основанию публичной библиотеки началась в 1854 году во время пребывания на посту губернатора Константина Карловича Грота, который был горячим сторонником народного просвещения. Тогда в дом дворянского собрания в Самаре были временно помещены несколько книг из частной библиотеки писателя Ивана Ивановича Дмитриева и до 200 томов от отставного штаб-ротмистра Н. А. Нефедьева.
Несколькими годами позднее К. К. Грот принимает распоряжение об открытии с января 1859 года кабинета для чтения при редакции газеты «Самарские губернские ведомости», где жители города за небольшую плату могли читать различные периодические издания.
Однако одного кабинета для чтения, где были представлены только газеты и журналы, для губернского города было явно недостаточно, и вот уже 1 января (13 января) 1860 года на месте кабинета открывает свои двери Самарская общественная (публичная) библиотека.

### Самарская общественная библиотека: 1860—1882 гг.

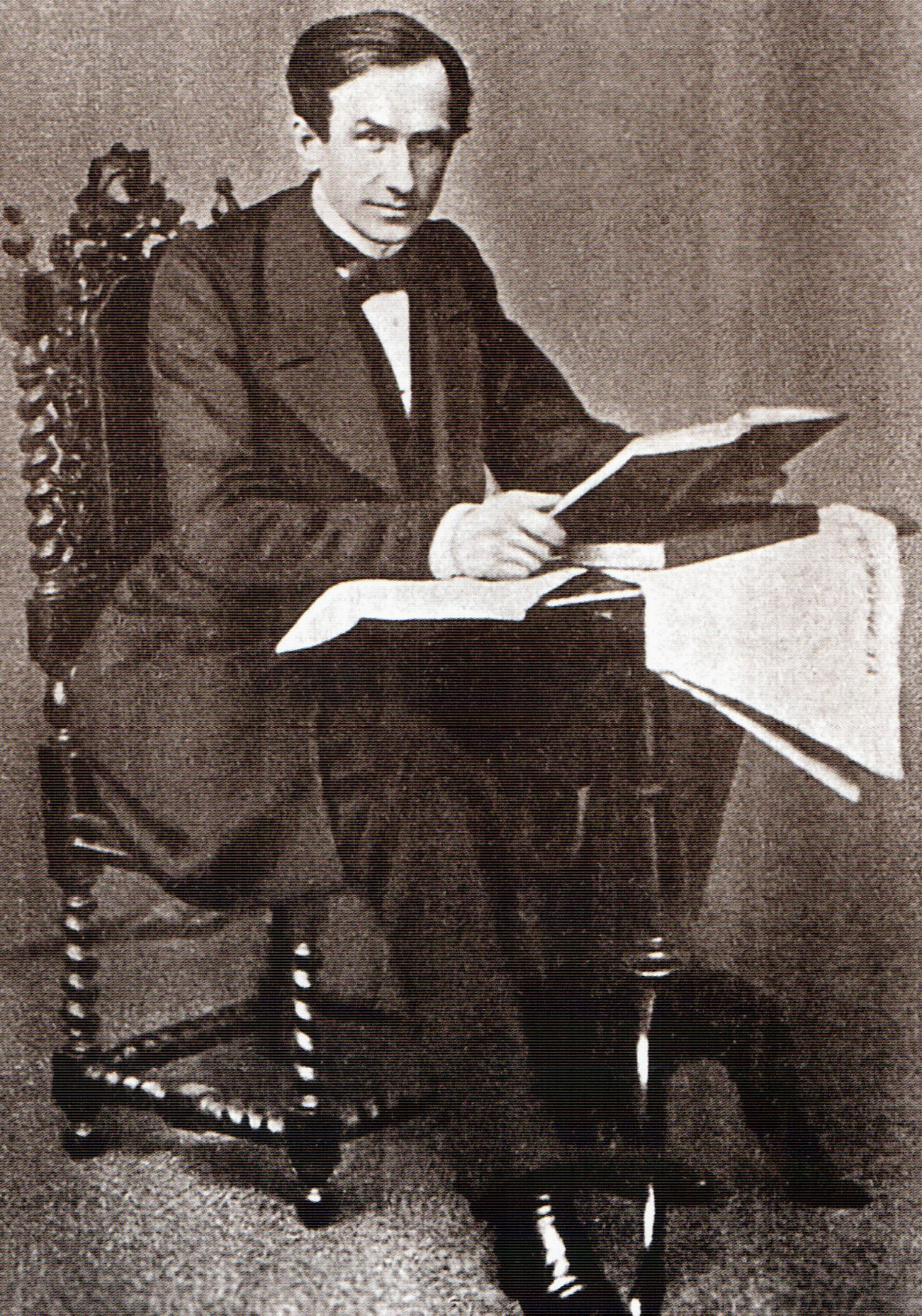
Самарский губернатор К. К. Грот, основатель общественной библиотеки

К. К. Грот продолжил оказывать ключевое влияние на становление общественной библиотеки: он заблаговременно обратился за помощью в комплектовании книжного фонда в различные государственные учреждения и к частным лицам, в результате чего самарская библиотека пополнилась сотнями томов от Императорской публичной библиотеки, Академии наук, Центрального статистического комитета и уже к открытию имела свыше 800 книг на русском языке, а также десятки иностранных произведений и периодических изданий, а читателями в первый месяц работы записались 50 человек. В деле расширения культурного пространства самарского края губернатор использовал не только свой административный ресурс, но также старался побуждать к инициативе местную общественность и органы самоуправления. Пожертвования книг библиотеке делал как сам губернатор, так и другие жители города.

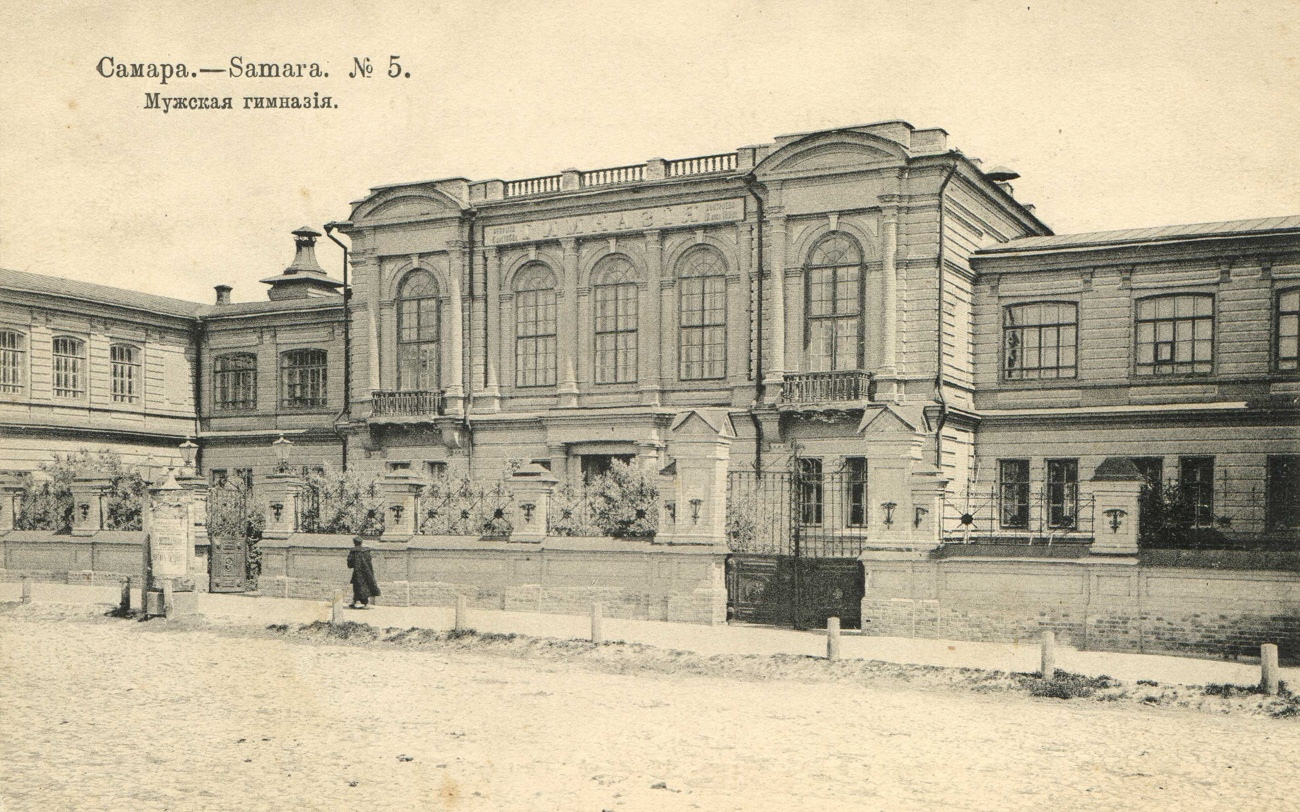
Здание Мужской гимназии, где располагалась Самарская общественная библиотека в 1861—1867 гг.

В январе 1861 года читательский кабинет и библиотека ненадолго переехали в дом купца Василия Михайловича Шабаева на Алексеевской площади (ныне — площадь Революции), а оттуда уже в ноябре того же года — в Самарскую мужскую гимназию, в результате чего произошло слияние с гимназическим библиотечным фондом. Однако руководство гимназии к такому сотрудничеству относилось прохладно и 1867 году после требования о разделении библиотека опять переезжает в отдельное помещение, а заботу о её содержании берёт на себя городская дума.
Несмотря на различные трудности, библиотека постепенно развивалась. В 1874 году её фонд составлял уже 3,5 тыс. наименований книг, абонемент посещали 467 человек, при этом 50 из них в силу своего скромного материального положения могли брать на дом книги бесплатно. Социальный состав читателей был пёстрым: чиновники, купцы, мещане, учащиеся, крестьяне. Больше всего читали художественную литературу, хотя значительным спросом пользовались труды по естественным наукам, медицине, педагогике, литературоведению.

### Самарская Александровская публичная библиотека: 1882—1918 гг.

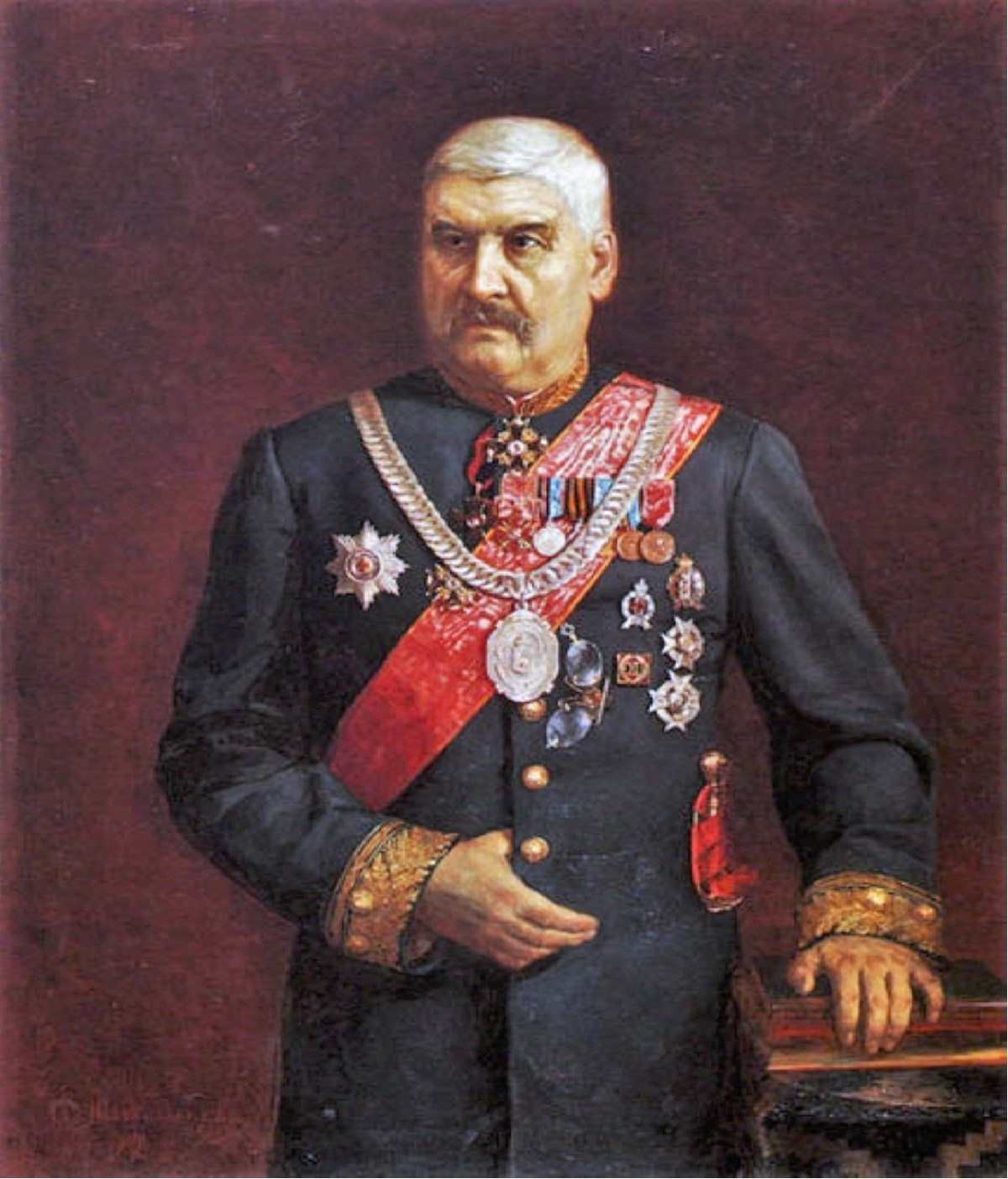
Самарский городской голова П. В. Алабин

Весомую роль в становлении городской библиотеки сыграл самарский градоначальник Пётр Владимирович Алабин, который постоянно пополнял её новыми книгами, настаивал на выделении фонда справочных и библиографических изданий и детально проработал устав библиотеки. Его же стараниями в 1882 году учреждению было присвоено высочайшее имя императора Александра II. В том же году библиотека размещается на втором этаже дома купца Юлия Богдановича Христензена на Дворянской улице (ныне — улица Куйбышева).
На протяжении нескольких десятилетий — с 1884 по 1921 гг. библиотеку возглавляла Юлия Даниловна Богомолова — выпускница Самарской женской гимназии, пользовавшаяся большим авторитетом в городе. Власти подозревали её в пособничестве революционерам, поскольку учреждение, где хранились запрещённые цензурой книги, часто посещали «неблагонадёжные» лица, среди которых был и Владимир Ильич Ульянов (Ленин), живший в Самаре в 1889—1893 гг.
В 1898 году фонды библиотеки насчитывал свыше 50 тыс. томов. Читатели, 99 % из которых составляли мужчины, были в основном мещанами (16 588 чел.), крестьянами (7283 чел.), учащимися (7188 чел.), а также чиновниками и дворянами (5489 чел.).
Библиотека различным читателям виделась по-разному: так, Максим Горький, неосторожно разбивший здесь витрину в январе 1896 года, написал фельетон, где критиковал неуютное помещение учреждения и грубые нравы местной публики. Евгений Юльевич Ган, одноклассник Алексея Николаевича Толстого, оставил после себя более позитивные воспоминания:
Нельзя не помянуть добрым словом один пункт встреч интеллигенции города и главным образом учащейся молодёжи — это городская публичная библиотека... Каждый старый самарский реалист или гимназист, я думаю, с удовольствием вспомнит это учреждение, где одновременно можно было достать какую-нибудь интересную книгу из области художественной литературы или общественных наук и натолкнуться на не менее интересную встречу с «дамой сердца» в лице какой-нибудь гимназисточки.— Е. Ю. Ган
Накануне Февральской революции фонд библиотеки составлял порядка 80 тыс. томов. В неспокойное время гражданской войны библиотека продолжает свою работу: создается комиссия из специалистов и представителей библиотечного комитета, обсуждаются вопросы приобретения новых книг, составления каталогов, выдвигается требование обязательного поступления местных печатных изданий. Ненадолго учреждение закрывают для посетителей на перевод фондов на десятичную систему классификации, руководство которым осуществлял литературовед Александр Васильевич Багрий. Живое участие в деле реорганизации библиотеки принимал историки Михаил Николаевич Тихомиров и Сергей Дмитриевич Балухатый.

### Самарская губернская центральная библиотека имени Октябрьской революции: 1919—1928 гг.

Заведующий читальным залом Самарской губернской центральной библиотеки в 1924—1929 гг. Эдгар Густавович Фрейтаг и библиотекари

В мае 1919 года библиотека вновь открыла дверь для читателей, однако уже под новой вывеской: теперь она получила статус «центральной» и была названа в честь Октябрьской революции. В 1922 году начинает работать абонемент, открывается нотный отдел. В 1924 году учреждение переезжает в одно из зданий Самарского университета, переживавшего тяжёлые времена и вскоре надолго закрывшегося. В результате слияния с университетской библиотекой число единиц хранения в фондах достигло 300 тыс.
Также в 1920-е годы открываются кабинеты истории, литературы, археологии и искусств, зал периодики и читальный зал для детей, организуются 10 филиалов учреждения на различных предприятиях города, осуществляется пропаганда марксизма-ленинизма, проводятся выставки и образовательные мероприятия для малограмотных. Большим событием для библиотеки и всей культурной жизни города становится выставка литературы к 60-летию Максима Горького.

### Средневолжская краевая (областная) библиотека: 1928—1935 гг.
В 1928 году в очередной раз библиотеку ждало переименование, отбросившее её революционную приставку. В конце 1920-х — начале 1930-х учреждение включилось в провальный эксперимент советской власти по созданию «единой библиотечной сети», предполагавший упразднение массовых библиотек и открытием множества филиалов краевой библиотеки. Тем не менее, в последующие годы при краевой библиотеке был открыт библиотечный техникум, появился справочно-библиографический кабинет и кабинет библиотекаря. «Расцвет библиотеки» пришёлся на время пребывания в должности её заведующего Самуила Ильясовича Зильбермана, который добился того, что её стали посещать до тысячи человек в день. С 1932 года учреждение стало обязательным получателем всей печатной продукции РСФСР, а к середине 1930-х фонд библиотеки перевалил за 600 тыс. томов.

### Куйбышевская областная (краевая) библиотека: 1935—1965 гг.

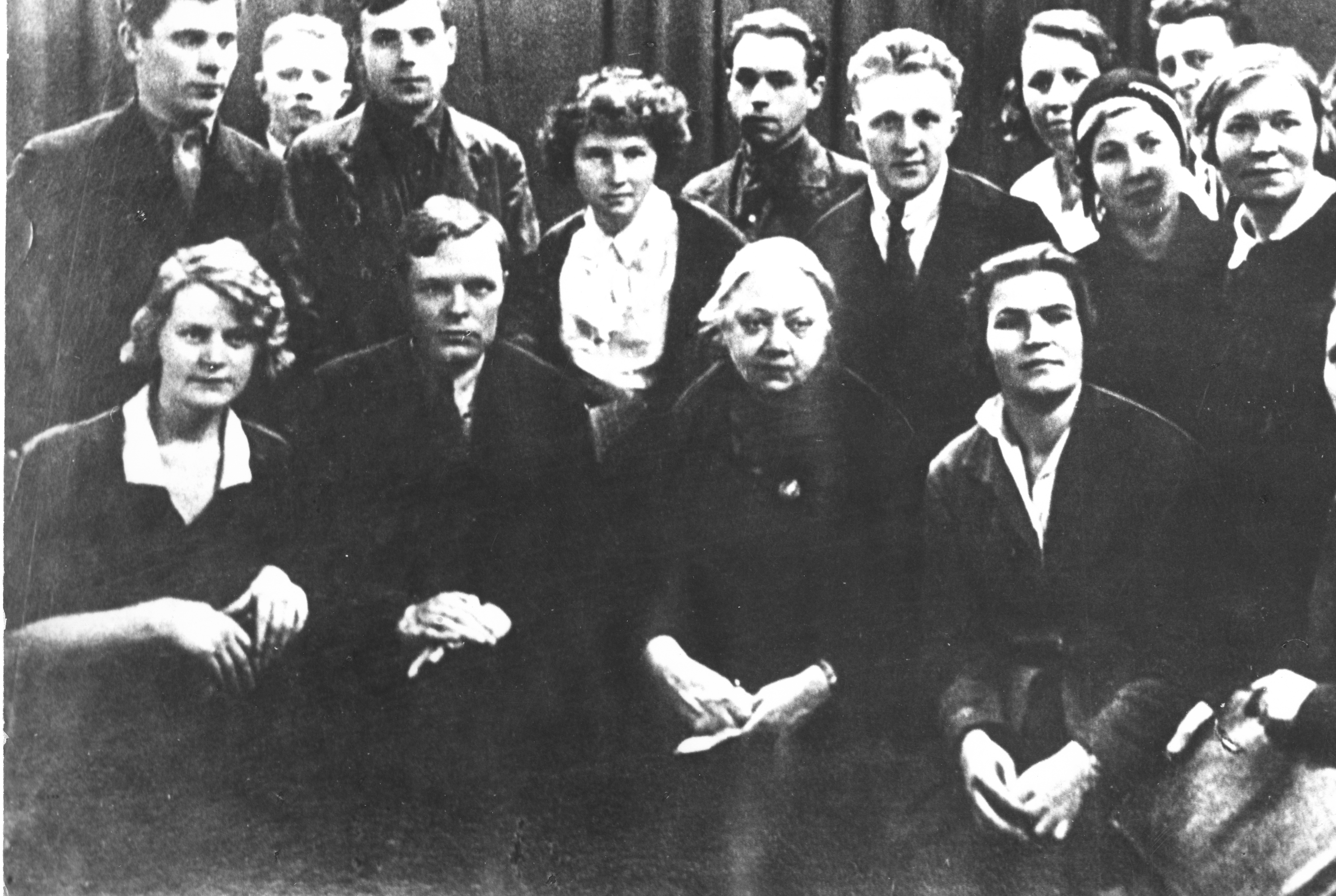
Надежда Константиновна Крупская (вторая в нижнем ряду справа) с делегацией куйбышевских библиотекарей. Во втором ряду второй слева — Николай Иванович Кудряшкин, работник Куйбышевской областной библиотеки в 1932—1939, 1951—1977 гг.

Практика сталинизма и годы Большого террора тяжело сказались на рабочем коллективе теперь уже Куйбышевской областной (в 1935—1937 гг. — краевой) библиотеки. Директора менялись с необычайной быстротой, многие из них оказывались «врагами народа» или близкими родственниками таковых. «Врагов» и «вредителей» выявляли и среди не облечённых большими полномочиями сотрудников библиотеки.
В январе 1939 года библиотека переезжает в здание Дворца культуры на площади Куйбышева. Фонды тогда насчитывали 900 тыс. книг, число читателей возросло до 30 тыс. человек.
Тяжёлое время для библиотеки пришлось на годы Великой Отечественной войны, когда несколько библиотекарей ушли на фронт, а почти половина трудового коллектива была мобилизована на различные предприятия Куйбышева. Помещения библиотеки были уплотнены: здесь разместились аппарат ВЦСПС и московский Метростройпроект. Библиотекари выступали по городскому радио с обзорами литературы про героизм советских граждан на фронте и успехи в производстве в тылу, а также привлекались к иным мероприятиям: выезжали на лесозаготовки, навещали раненых в госпиталях, сдавали кровь, отправляли книги для пострадавших районов СССР. Кроме того, работники библиотеки собрали более 1 300 руб. на строительство авиационной эскадрильи имени Куйбышева и множество посылок с продовольствием и тёплыми вещами на фронт.

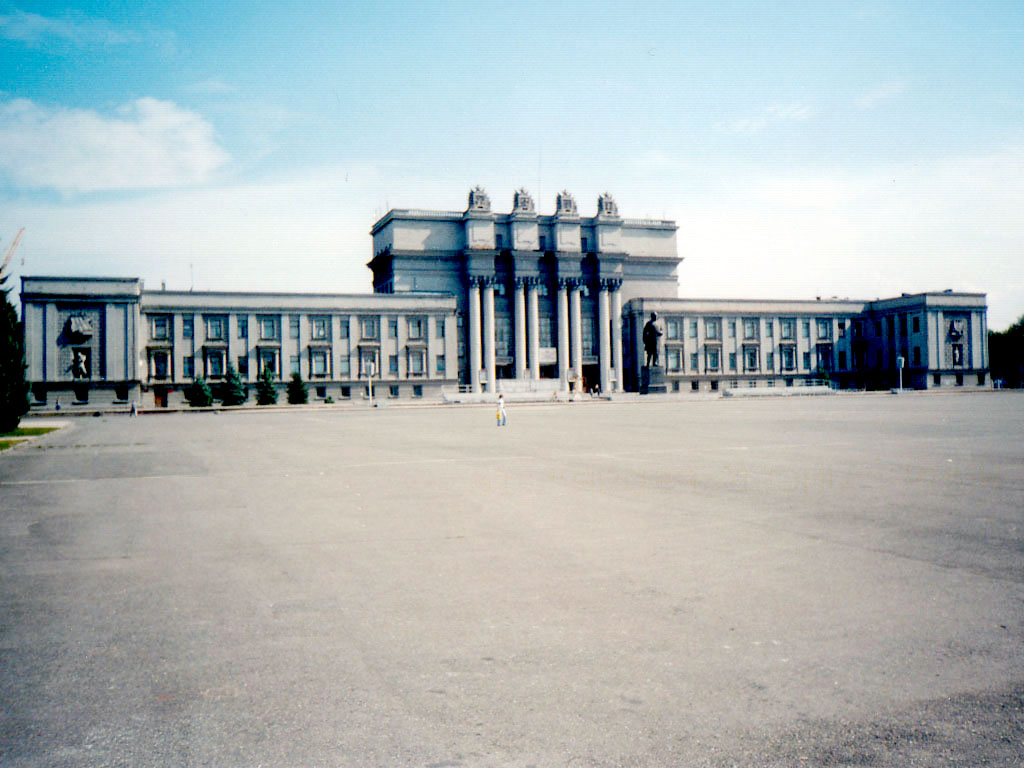
Дворец культуры на площади Куйбышева, левое крыло которого в 1939—1989 гг. было занято библиотекой

В 1942—1943 гг. библиотека обслуживала Президиум Верховного Совета СССР, Народный комиссариат иностранных дел СССР, иностранные посольства, эвакуированные в Куйбышев. Читательский билет в те годы завели граф Алексей Алексеевич Игнатьев, писатель Илья Григорьевич Эренбург, живописец Пётр Владимирович Вильямс, композитор Дмитрий Дмитриевич Шостакович.
27 сотрудников библиотеки после окончания войны были удостоены медали «За доблестный труд в Великой Отечественной войне 1941—1945 гг.».
После окончания конфликта в библиотеку вернулись её старые работники и пришли новые, в том числе выпускники Московского библиотечного института.
В 1950-е создается система каталогов и картотек библиотеки, начинают выходить библиографические пособия, в том числе краеведческой направленности, организуются новые филиалы библиотеки на предприятиях области. К своему столетнему юбилею областная библиотека уже имеет миллионный фонд и 34 тыс. читателей.
В марте 1960 года на базе учреждения Государственная библиотека СССР имени В. И. Ленина проводит семинар по рекомендательной библиографии, в котором участвуют представители 11 областей РСФСР. По случаю столетия Куйбышевская областная библиотека награждается Почётной грамотой Президиума Верховного Совета РСФСР, отмечаются и многие её работники. Также в 1960-е вводится единый читательский билет, учреждается клуб любителей английского языка, проводятся краеведческие четверги. В работе активно участвуют её постоянные читатели, которые охраняют выставки, издают стенгазету, собирают книги с должников.
Из-за идеологических запретов и цензуры читателям многие десятилетия не были доступны произведения шестидесятников, писателей и поэтов Серебряного века, неортодоксальных марксистов (Жан-Поль Сартр, Роже Гароди), а также многих других, самых разнообразных авторов. Идейная работа с читателями велась в духе коммунистической пропаганады и атеистического воспитания. Другими доминирующими направлениями общественной работы библиотекарей были продвижение идей советского патриотизма и ознакомление граждан с новшествами научно-технического прогресса.

### Куйбышевская областная универсальная научная библиотека имени В. И. Ленина: 1965—1991 гг.
В 1965 году библиотека получает статус универсальной, а с 1968 года называется в честь В. И. Ленина. В 1970-е фонд растёт до 2 млн единиц хранения, а в августе 1975 года учреждение становится межобластным депозитарием зоны Поволжья для библиотек всех типов и ведомств, устанавливаются тесные связи с побратимом Куйбышева — городом Стара-Загора в Болгарии.
В середине 1980-х фонды библиотеки разрастаются до 3 млн, а в 1988 году в общие фонды учреждения возвращаются ранее запрещённые произведения. В 1989 году библиотека переезжает в специально построенное для неё здание на проспекте Ленина, где размещается до сих пор. Библиотека также становится точкой притяжения для участников демократических организаций города.

### Самарская областная универсальная научная библиотека: с 1991 года по настоящее время

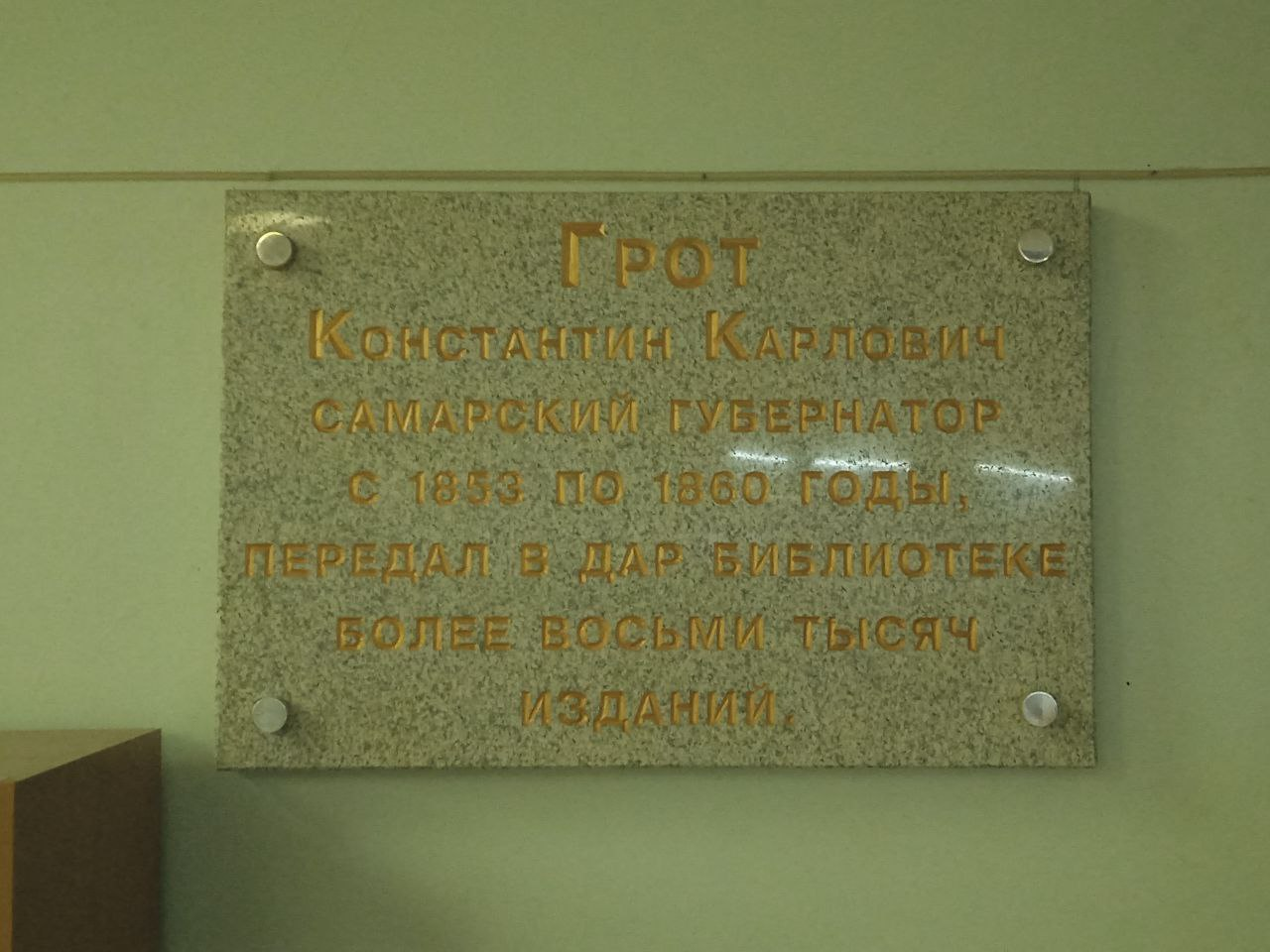
Мемориальная табличка, посвященная К. К. Гроту

Сотрудники библиотеки принимают участие в движении за возвращение Самаре его исконного имени и преуспевают в этом деле. С 25 января 1991 года и по настоящее время учреждение носит название Самарской областной универсальной научной библиотеки (СОУНБ). Распад единой страны пагубно сказывается на работе библиотеки, однако заметную помощь ей оказывают иностранные общественные и государственные учреждения, особенно американские, французские, немецкие, израильские. В 1997 году на мероприятии, посвящённом основателю СОУНБ К. К. Гроту, было принято решение об учреждении звания почётного читателя библиотеки, а в 2005 году в выставочном зале была открыта памятная доска с изображением К. К. Грота.
В 2000-е годы обновляется техническое обеспечение, осуществляется цифровизация, активно налаживается международное сотрудничество. В 2004 году библиотека отправляет большую партию книг в разорённый войной Ирак.

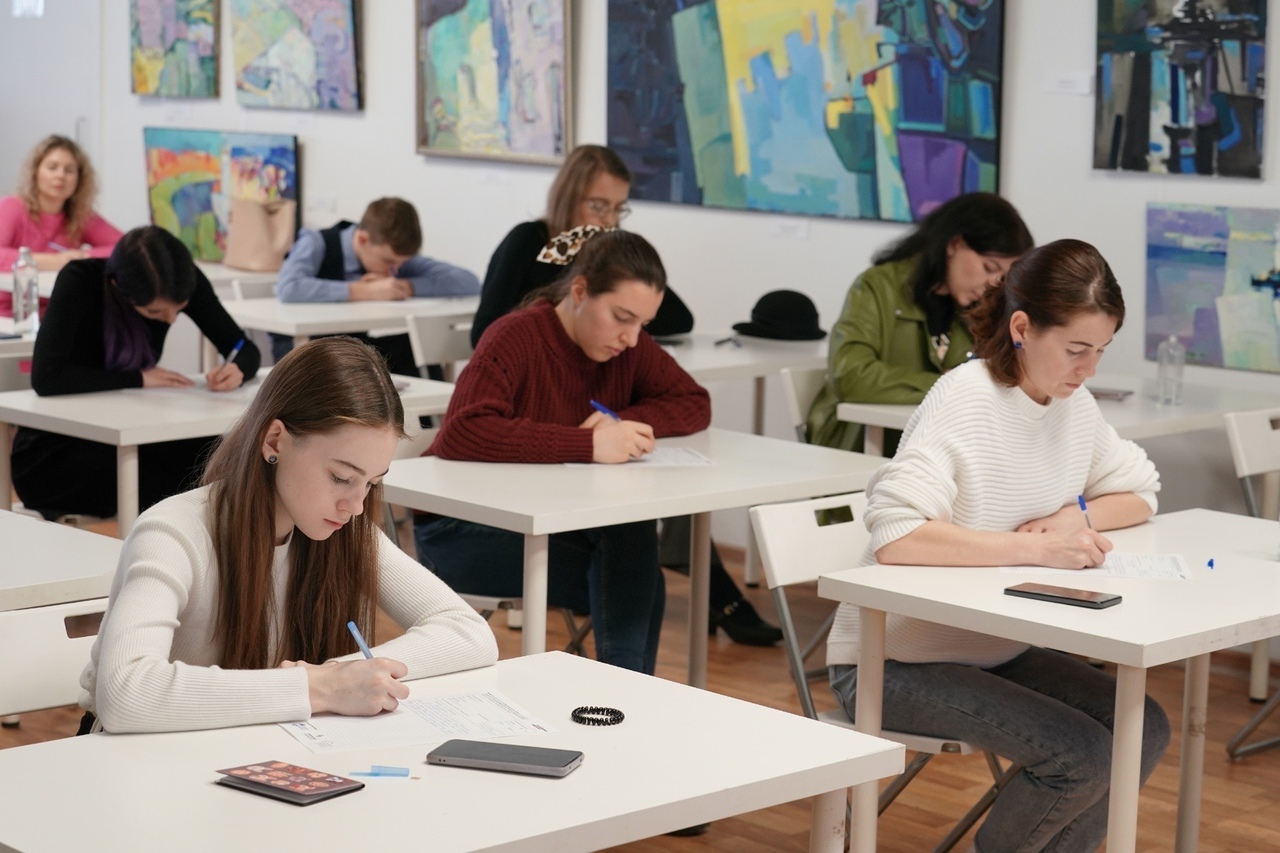
«Тотальный диктант» в областной библиотеке, апрель 2023 года

Важным событие становится открытие новые новых структурных подразделений библиотеки в 2009 году — центра поддержки и развития чтения, галереи «Новое пространство», редакционно-издательского отдела.
В 2010 году СОУНБ праздновала своё 150-летие, отметив его международным фестивалем «Книжная графика и экслибрис», в работе которого приняли участие представители Великобритании, США, Израиля и других стран. Также в первой половине 2010-х был проведён капитальный ремонт корпуса библиотеки на проспекте Ленина, в рамках которого была осуществлена перепланировка многих помещений и заново облицован фасад здания.
В 2020 году к 160-летию областной библиотеки открылось пространство открытого чтения, где читатели могут в уединении работать с книгами и электронными ресурсами.
Согласно данным официального публичного отчёта, на начало 2020 года фонд библиотеки составляет 4 451 019 экземпляров документов, а объём электронного каталога — 1 282 797 записей. Кроме того, библиотеку за 2019 год посетили свыше 401 771 раз.

## Современные здания библиотеки

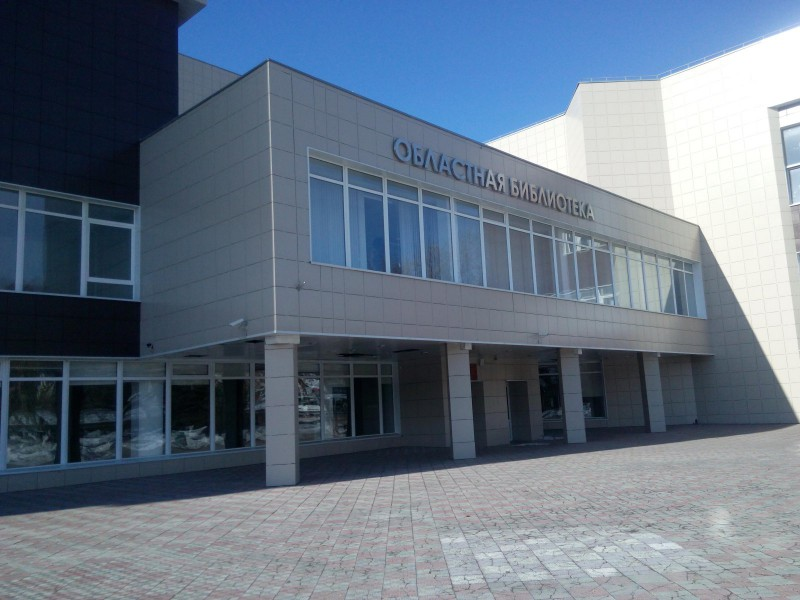
Главный корпус библиотеки (пр. Ленина, д. 14А)

СОУНБ расположена в двух корпусах: корпус № 1 — на проспекте Ленина, д. 14 «А», корпус № 2 — на улице Мичурина, д. 58.

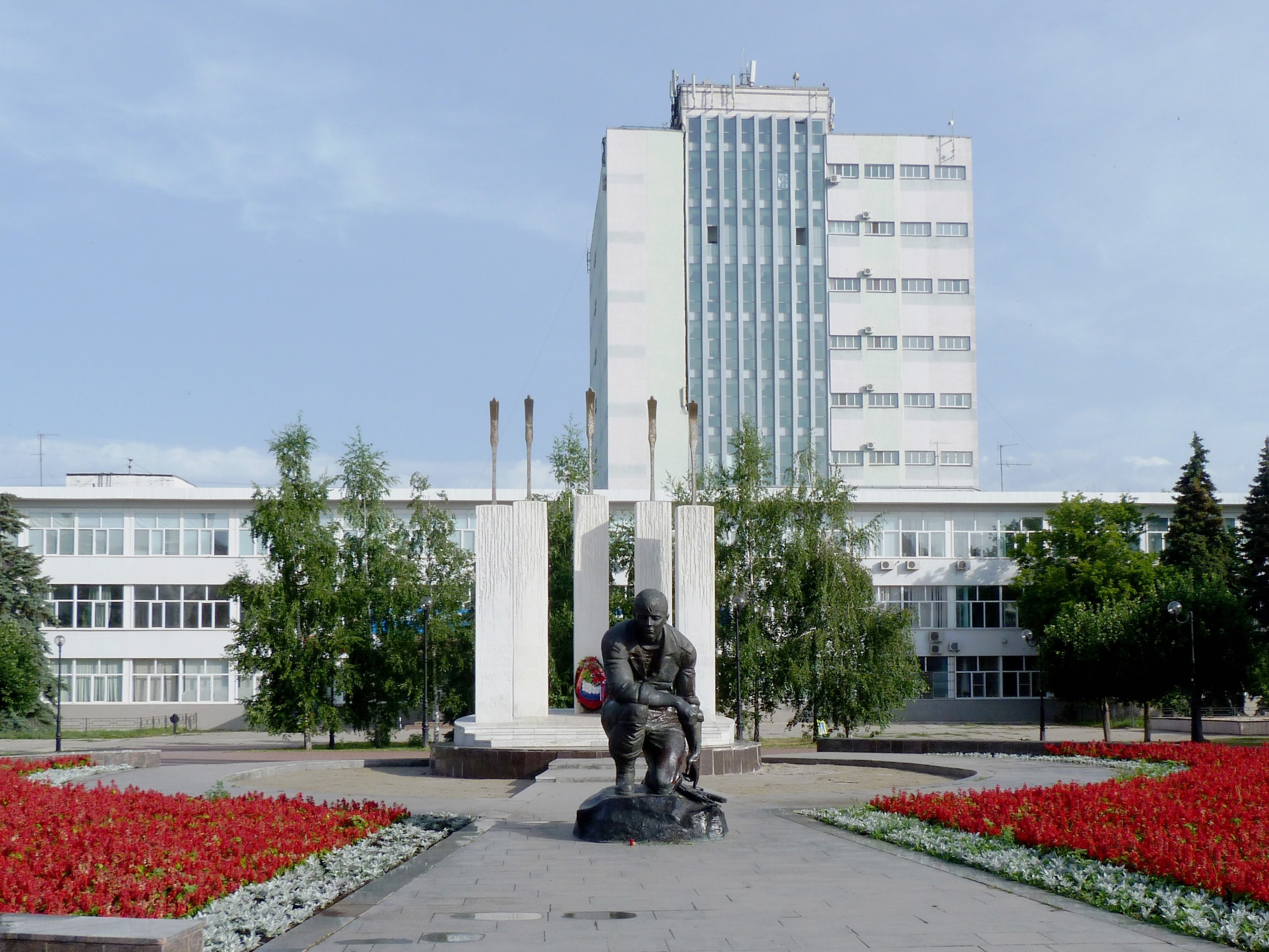
Второй корпус библиотеки (ул. Мичурина, д. 58) расположен на втором этаже здания РГА в г. Самаре позади мемориала самарцам, погибшим в необъявленных войнах

Первый и главный корпус, спроектированный архитектором Андреем Павловичем Гозаком в стиле советского модернизма и вдохновлённый работами финского архитектора Алвара Аалто, возводился с с 1967 по 1986 год. Трём соединённым между собой кубическим объёмам здания (в двух находились читальные залы, а в третьем — книгохранилище) были приданы монументальные и вместе с тем экспрессивные формы, чтобы отделить библиотеку от расположенных вокруг неё жилых многоэтажных построек. Предполагалось, что фасады, отделанные тёмно-синей керамикой, должны будут контрастировать со светлыми интерьерами, а дневной свет в залы должен был поступать через стены-витражи, оконные проёмы в эркерах и систему пирамидальных фонарей на крыше. Вместе с тем долгострой строители завершали уже без участия Андрея Гонзака и его первоначальный проект был значительно искажён. Идея инсоляции была в полной мере реализована лишь на первом этаже, фонари на крыше установлены не были, в читальных залах остекление оказалось сплошным, а фасад был облицован известняком.
В 2010-х годах здание главного корпуса было отреставрировано, а материал фасада был заменён близким по тону керамогранитом
Второй корпус располагается на втором этаже здания Российского государственного архива в городе Самаре: здесь находятся отдел абонемента и образовательный центр.

## Структура и руководство
Самарская областная универсальная научная библиотека имеет разветвлённую структуру, состоящую из множества отделов различного назначения, среди которых есть следующие подразделения:
- Отдел абонемента;
- Отдел информационных технологий;
- Отдел искусств;
- Отдел каталогизации;
- Отдел комплектования;
- Краеведческий отдел;
- Отдел регистрации и справочного обслуживания;
- Отдел литературы на иностранных языках;
- Отдел межбиблиотечного абонемента;
- Научно-методический отдел;
- Отдел основного книгохранения;
- Отдел правовой и патентно-технической информации;
- Отдел редких книг;
- Информационно-библиографический отдел;
- Отдел статистики;
- Отдел читальных залов;
- Центр поддержки и развития чтения;
- Центр культуры и творчества (галерея «Новое пространство»);
- Центр оцифровки изданий;
- Образовательный центр;
- Отдел по связям с общественностью;
- Отдел развития;
- Отдел экономической и договорной работы;
- Сектор реставрации и консервации фондов.

Директором библиотеки с февраля 2021 года является Светлана Юрьевна Пряникова, ранее занимавшая должность заместителя министра культуры Самарской области.

## Мероприятия

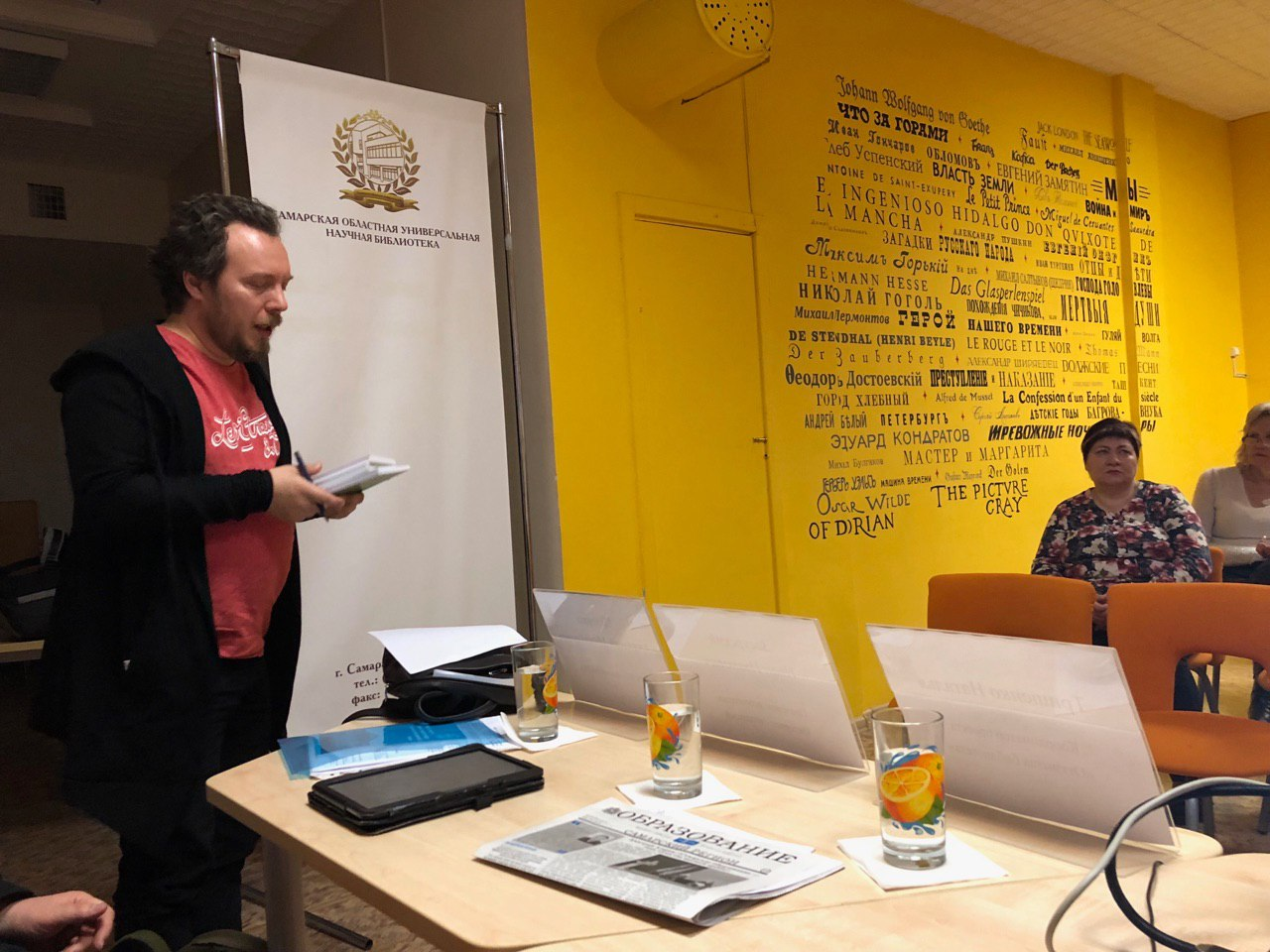
Презентация проекта Ресурсный центр «Открытая библиотека» при участии представителей НП Викимедия РУ в марте 2018 года

Ежегодно СОУНБ проводит множество массовых социально-значимых мероприятий: лекции, экскурсии, творческие встречи с писателями, конкурсы, различные презентации (выставки, книги), литературно-музыкальные вечера.
Структурное подразделение библиотеки — галерея «Новое пространство», основанная в 2009 году, — один из значимых центров культурной жизни города и области, где часто проходят выставки художников, фотографов, а также представителей науки. В ней проводится по две выставке в месяц, а её средняя посещаемость достигает около 500 человек за 10 дней.
Большим вниманием посетителей также пользуются экспозиции в малом выставочном зале, а летом — и в летнем читальном зале, оборудованном около центрального входа, где проводятся литературные турниры, кинопоказы, вечера поэзии. Важным направлением методической деятельности СОУНБ составляет совершенствование профессиональной компетенции библиотечных работников: здесь регулярно проводятся очные занятия, семинары, предлагаются дистанционные курсы обучения для специалистов.
Крупным научным мероприятием, проводимым СОУНБ, являются «Гротовские чтения», состоявшиеся впервые в 2008 году и посвящённые нескольким направлениям: истории России, изучению книжной культуры и литературоведческим изысканиям. В 2022 году в конференции приняли участие 68 участников из целого ряда регионов страны, а общее число слушателей (в том числе онлайн) составило более 1800 человек.
Ежегодно в областной библиотеке проходит межрегиональный книжный фестиваль «Время читать: настоящие истории», куда приглашаются крупнейшие деятели от мира литературы и искусства для проведения творческих встреч.
Еженедельно в СОУНБ даёт спектакли театр «Город», основанный в 1985 году.
В Самарской областной библиотеке также действует киноклуб «Ракурс» и литературная мастерская самарского поэта Евгения Чепурных, проходят занятия философской школы «Симпозион», иные культурные и образовательные мероприятия.

## Признание
- Специальный диплом конкурса «Книга года» (2023)[56][57][58].
- Диплом победителя всероссийского конкурса научных работ по библиотековедению, библиографии и книговедению в номинации «Лучшая научная работа по теории и практике организации деятельности модельных библиотек» (2021)[59].
- Диплом победителя III Конкурса Российской библиотечной ассоциации «Лучшая профессиональная книга года» (2015)[60].
- Благодарственное письмо Гёте-Института (2004)[61].
- Почётная грамота Президиума Верховного Совета РСФСР (1960)[62].
- II место во Всероссийском соревновании библиотек (1946)[63].